# Perilampus obsoletus
Perilampus obsoletus är en stekelart som beskrevs av Masi 1927. Perilampus obsoletus ingår i släktet Perilampus och familjen gropglanssteklar.
Artens utbredningsområde är Taiwan. Inga underarter finns listade i Catalogue of Life.